# Franz Folliot de Crenneville

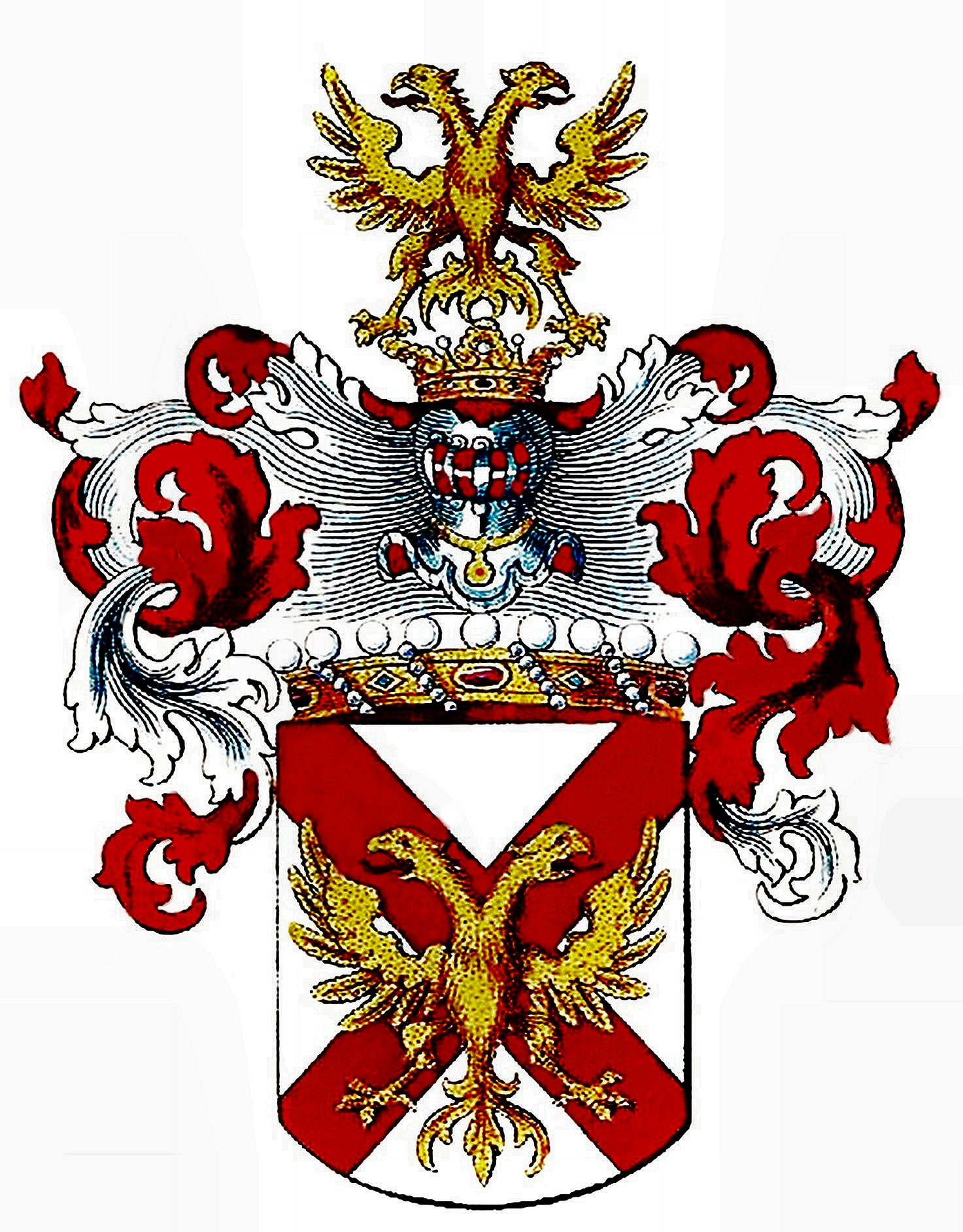
Stemma dei conti Folliot de Crenneville

Franz Folliot de Crenneville (Sopron, 22 marzo 1815 – Gmunden, 22 giugno 1888) è stato un generale austriaco, Feldzeugmeister e aiutante generale dell'imperatore.

## Biografia
Figlio del generale Louis Charles Folliot de Crenneville (1763-1840), entrò nel collegio militare di Venezia, nel 1831 tenente nella Kaiserjäger (cacciatori imperiali austriaci), hauptmann nel 1837, nel 1841 ufficiale e aiutante di campo dell'imperatore d'Austria Ferdinando I.
Partecipò alla I guerra d'Indipendenza e fece parte del contingente militare che condusse l'assedio di Livorno nel 1849 e fu poi comandante della guarnigione rimasta in città lasciando memoria di sé nella dura repressione.
Nel 1859 si distinse nelle battaglie di Montebello e di Solferino e San Martino, dove rimase gravemente ferito e di conseguenza gli fu affidata la gestione degli uffici presidenziali dell'alto comando dell'esercito e nell'ottobre 1859 nominato primo aiutante generale dell'imperatore.
Nel 1869, ritornato occasionalmente a Livorno, venne riconosciuto e la sera del 23 maggio trovandosi insieme al console dell’Imperial regno d’Austria a Livorno, Niccolò Inghirami,  furono assaliti da persone armate di coltello. Il console morì, il generale che era probabilmente il vero obiettivo, venne solo ferito.
Dopo il suo ritiro il 1º aprile 1884, trascorse i suoi ultimi anni nel suo Bergschlössel nei pressi di Gmunden e rivolse il suo interesse per la storia di questa città e la promozione dell'arte e ai loro scambi commerciali.